# Asdee
Asdee ou Astee (en irlandais : Eas Daoi signifiant « cascade noire ») est un petit village du comté de Kerry, au sud-ouest de la république d’Irlande.

## Histoire

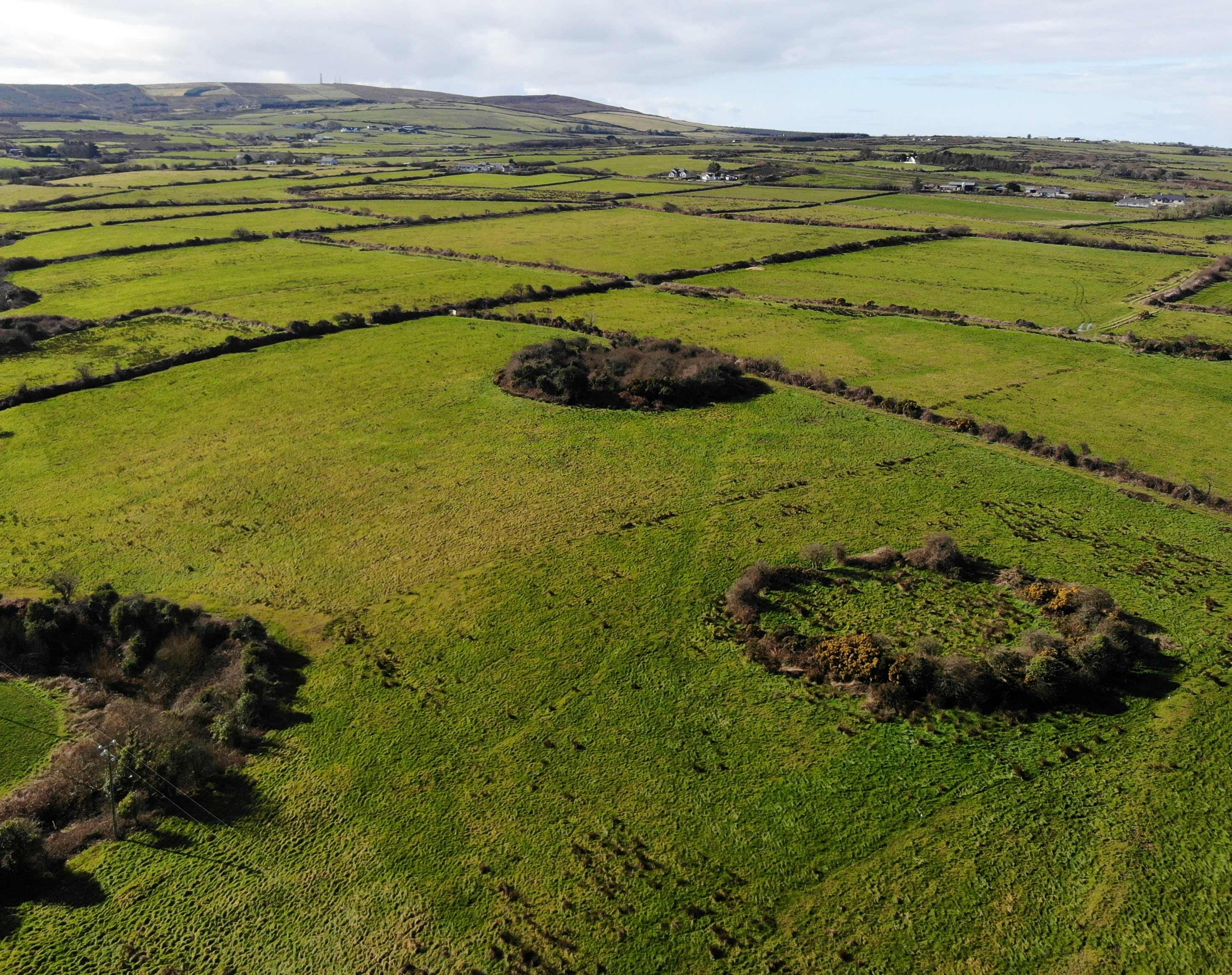
Les ringforts à la périphérie du village d'Asdee.

La colonisation du village remonte au moins au milieu du XIe siècle, tandis que les ringforts, situés à proximité du pont au bas du village, ont été construits entre 600 et 900 apr. J.-C.
Au tournant du XIIe siècle, les O'Connor, rois du Kerry, quittèrent leur fief de Doon Point (Ballybunion) pour s'installer à Clár an Easa Duibhe (qui signifie « La plaine de la cascade noire »), où se trouve aujourd'hui le village. Cette décision a été prise pour faciliter une alliance entre les O'Connor et les O'Brien, qui étaient les rois de Thomond et les descendants de Brian Boru, le dernier haut roi d'Irlande. Les eaux plus calmes autour de Clár et Easa Duibhe ont permis aux O'Connor d'avoir un passage plus sûr vers le bastion O'Brien de ce qui est aujourd'hui le comté de Clare.
En 1146, les O'Connor construisent un château dans la région pour consolider leur pouvoir et le nom de la région est alors changé en « Caisleán Easa Duibhe », qui signifie « Château de la Cascade Noire ». Trois royautés régnaient depuis Caisleán Easa Duibhe, avant que les O'Connor ne déménagent au château de Carrigafoyle à la suite d'un mariage à la fin du XIIe siècle. Le château de Caisleán Easa Duibhe est tombé en ruine au fil des ans, et une partie de la pierre du château a finalement été utilisée dans la construction des trois bungalows à côté de l'église du village.
La cascade noire, d'où le village tire son nom, a été exploitée par les Britanniques avant le milieu du XVIIIe siècle, laissant une version plus petite de la cascade originale qui reste à une courte distance en amont du village.

### Jesse James
Le village est connu pour son association avec Jesse James, dont l'ancêtre, John, vivait à Asdee, après avoir quitté le Royaume-Uni, avant de migrer vers les États-Unis au milieu du XVIIe siècle. Jesse James est né à Kearney dans le Missouri en 1847, et est devenu l'un des hors-la-loi les plus célèbres du Far West américain.

## Agréments

### Plage

Coucher de soleil sur Littor Strand.

Littor Strand est une plage à Pavillon vert qui s'étend sur des kilomètres le long de l'estuaire du Shannon jusqu'à la plage voisine de Beale. L'estuaire voisin abrite des grands dauphins, des échassiers migrateurs et des bernaches cravants. La plage accueille également plusieurs espèces d'oiseaux résidents, notamment des huîtriers, des courlis, des bécasseaux variables et divers types de mouettes.

### Shannon Way Trail

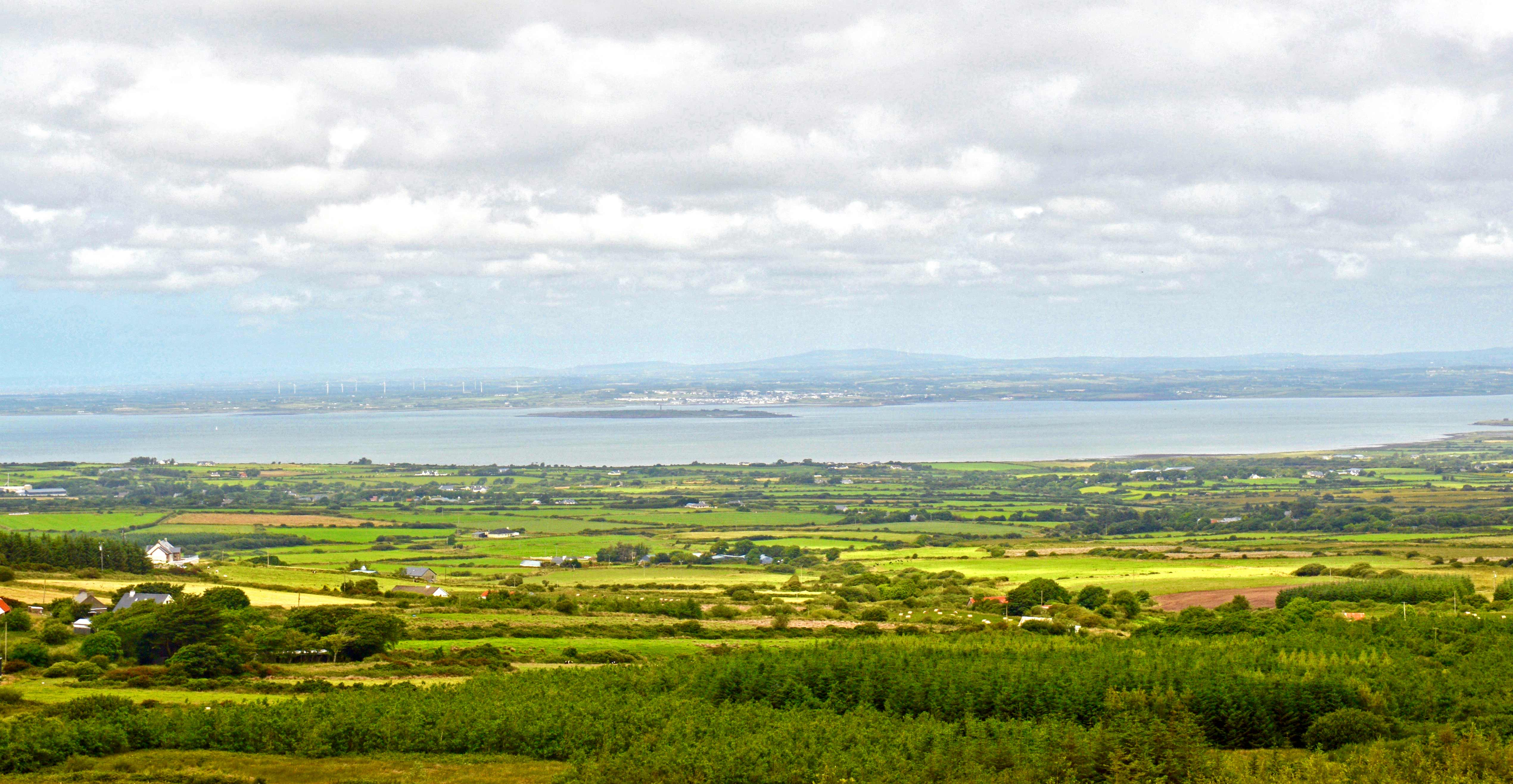
Vue depuis le sentier Shannon Way Trail.

Le sentier pédestre Shannon Way offre une vue sur l’estuaire du Shannon. S'étendant de Cnoc an Óir à Tarbert, le sentier offre une vue sur le nord du Kerry, Clare, Limerick et jusqu'à Galway par temps clair.

## Patrimoine bâti

### "The Buildings"
Tullahinell House, connue sous le nom de « The Buildings », était l'ancienne résidence du propriétaire Maxwell V. Blacker-Douglas. Pendant la Grande Famine (1845-1849), Douglas a fourni du travail sur sa ferme à de nombreuses personnes de la région.
Il y avait aussi un moulin situé à Asdee à la fin des années 1800, dont le ruisseau n'existe plus, ayant été à l'origine artificiellement détourné vers les bâtiments.
Au début des années 1900, « The Buildings » sert parfois de refuge aux républicains fuyant les autorités britanniques. Le bâtiment a également accueilli une réunion de personnalités républicaines de haut rang, dont Cathal Brugha et Arthur Griffith, pendant la guerre d'indépendance irlandaise.

### L’église
L'église du village a été construite en 1835 et financée par la famille Hickie pour les habitants d'Asdee. Elle a été agrandie et rénovée en 1964.
Les Hickies venaient de Clare, où ils avaient été chefs et médecins héréditaires des rois de Munster, avant de voir leurs terres confisquées et données aux colons cromwelliens dans les années 1650. Après avoir déménagé dans la région, la famille construit Kilelton House, entre Asdee et Ballylongford. Pendant près de trois siècles, la famille est la bienfaitrice de ces deux villages. Jusqu'à l'entrée en vigueur de la loi sur l'éducation nationale, la famille dirige les écoles de garçons et de filles d'Asdee.

### St Eoin's well
Le puits St Eoin, situé à proximité du village, accueille une messe annuelle chaque mois de juin. Le tradition dit que ce puits sacré a des propriétés curatives.